# Griswoldia zuluensis
Griswoldia zuluensis là một loài nhện trong họ Zoropsidae.
Loài này thuộc chi Griswoldia. Griswoldia zuluensis được George Newbold Lawrence miêu tả năm 1938.